# Islandia en los Juegos Olímpicos de Innsbruck 1964
Islandia estuvo representada en los Juegos Olímpicos de Innsbruck 1964 por cinco deportistas masculinos que compitieron en dos deportes.
El equipo olímpico islandés no obtuvo ninguna medalla en estos Juegos.